# Slobodan Uzelac
Slobodan Uzelac (Kakma, Polača, 9. kolovoza 1947.), hrvatski političar srpske nacionalnosti, potpredsjednik Vlade za regionalni razvoj, obnovu i povratak u Vladi Ive Sanadera te Jadranke Kosor. Nakon hrvatskog priznanja neovisnosti Kosova, 19. ožujka 2008., dao je mandat na raspolaganje, ali predsjednik vlade to nije prihvatio.

## Školovanje i usavršavanje
Magistrirao je 1976. na Školi narodnog zdravlja "Andrija Štampar" Medicinskog fakulteta u Zagrebu, a doktorirao 1981. na Defektološkom fakultetu u Beogradu.

## Karijera
- Zadnji sekretar Gradskog komiteta Saveza komunista Hrvatske (SKH) u Zagrebu
- Dugogodišnji predsjednik srpskog kulturnog društva «Prosvjeta»
- Član je Savjeta lijevog časopisa Novi Plamen
- Prvi potpredsjednik Vlade Republike Hrvatske srpske nacionalnosti

Niz godina bio je predsjednik srpske Prosvjete.

## Privatno
Govori engleski i ruski.